# Kajetan Garbiński
Kajetan Garbiński (* 7. August 1796 in Warschau; † 6. Mai 1847 ebenda) war ein polnischer Mathematiker und Politiker.

## Leben
Garbiński studierte an der Universität Warschau, am Collège de France und der Sorbonne in Paris. 1820 kehrte er nach Warschau zurück und wurde Gymnasiallehrer für Mathematik und gleichzeitig Universitätslehrer für Geometrie und 1823 Professor der Warschauer Universität, später der TU Warschau, deren Rektor er 1826 wurde. Er war Offizier während des Novemberaufstands und übernahm leitende Positionen in dessen Führung. Nach der Niederschlagung des Aufstands wurde die TU Warschau für ein halbes Jahrhundert geschlossen, was Garbiński zwang, seinen Lebensunterhalt als Gutsverwalter auf dem Lande zu verdienen.

## Schriften
- Wykład syntetyczny własności powierzchni skośnych z ich przystosowaniem do konstrukcji machin, sklepień kamiennych itp. Rozprawy napisane dla otrzymania stopnia doktorskiego. Warschau (1822).
- Rys filozoficzny zasad rachunku losów, czyli rachunku prawdopodobieństwa. Warschau (1823).
- Sposób graficzny kreślenia stycznych do linii spiralnej ostrokręgowej. Annales Mathematiąues (1825).
- Nowy sposób rozwiązania dwóch zagadnień geometrycznych, podanych w XV tomie pisma „Annales de Mathematiques“. Rocznik Warszawskiego Towarzystwa Przyjaciół Nauk, (1827).
- Niektóre uwagi względem linii prostej przecinającej cztery inne dane w przestrzeni w ten sposób, że każde dwie ze czterech danych nie leżą na jednej płaszczyźnie. Rocznik Towarzystwa Przyjaciół Nauk, (1830).